# Джоїаска 2
Джоїаска 2 (англ. Joeyaska 2) — індіанська резервація в Канаді, у провінції Британська Колумбія, у межах регіонального округу Томпсон-Нікола.

## Населення
За даними перепису 2016 року, індіанська резервація нараховувала 42 особи, показавши скорочення на 4,5%, порівняно з 2011-м роком. Середня густина населення становила 32,3 осіб/км².
З офіційних мов обидвома одночасно володіли 5 жителів, тільки англійською — 35. Усього 10 осіб вважали рідною мовою не одну з офіційних, з них усі — одну з корінних мов.
Працездатне населення становило 50% усього населення, усі були зайняті.

## Клімат
Середня річна температура становить 7,3°C, середня максимальна – 22,2°C, а середня мінімальна – -11,5°C. Середня річна кількість опадів – 326 мм.
| Клімат поселення                              | Клімат поселення | Клімат поселення | Клімат поселення | Клімат поселення | Клімат поселення | Клімат поселення | Клімат поселення | Клімат поселення | Клімат поселення | Клімат поселення | Клімат поселення | Клімат поселення | Клімат поселення |
| Показник                                      | Січ.             | Лют.             | Бер.             | Квіт.            | Трав.            | Черв.            | Лип.             | Серп.            | Вер.             | Жовт.            | Лист.            | Груд.            |                  |
| Середній максимум, °C                         | 2,54             | 6,19             | 10,47            | 14,26            | 18,60            | 22,15            | 22,02            | 22,06            | 17,28            | 11,31            | 4,96             | 0,07             |                  |
| Середня температура, °C                       | −4,46            | −0,8             | 3,48             | 7,26             | 11,61            | 15,15            | 18,22            | 18,27            | 13,49            | 7,52             | 1,19             | −3,72            |                  |
| Середній мінімум, °C                          | −11,45           | −7,79            | −3,52            | 0,28             | 4,62             | 8,17             | 14,44            | 14,50            | 9,70             | 3,74             | −2,6             | −7,52            |                  |
| Норма опадів, мм                              | 32               | 20               | 16               | 16               | 29               | 37               | 29               | 22               | 25               | 27               | 36               | 37               |                  |
| Середньомісячна швидкість вітру, м/с          | 2.10             | 2.20             | 2.50             | 2.77             | 2.50             | 2.40             | 2.30             | 2.10             | 1.90             | 2.04             | 2.10             | 2.10             |                  |
| Середньомісячна сонячна радіація, кДж/м²·день | 3340             | 6533             | 11096            | 16121            | 19606            | 21278            | 22381            | 19074            | 13595            | 7726             | 3766             | 2592             |                  |
| --------------------------------------------- | ---------------- | ---------------- | ---------------- | ---------------- | ---------------- | ---------------- | ---------------- | ---------------- | ---------------- | ---------------- | ---------------- | ---------------- | ---------------- |
| Джерело:                                      |                  |                  |                  |                  |                  |                  |                  |                  |                  |                  |                  |                  |                  |